# Simulium shevtshenkovae
Simulium shevtshenkovae är en tvåvingeart som beskrevs av Rubtsov 1965. Simulium shevtshenkovae ingår i släktet Simulium och familjen knott. Inga underarter finns listade i Catalogue of Life.